# 레타마레스역
레타마레스역(스페인어: Retamares)은 마드리드 경전철 3호선의 역이다. 마드리드 지방 포수엘로데알라르콘 시의 M511 고속도로 부근에 위치해 있다. 요금구역상으로는 B1구역에 속한다.

## 역사
2007년 7월 27일 마드리드 경전철 3호선의 개통과 함께 문을 열었다.

## 환승 정보
이 역 주변에는 버스 정류장이 없다.
경전철
| 마드리드 경전철          | 마드리드 경전철       | 마드리드 경전철                   |
| ------------------------ | --------------------- | --------------------------------- |
| 코체라스 콜로니아 하르딘 | 마드리드 경전철 3호선 | 몬테프린시페 푸에르타 데 보아디야 |